# Lorry-lès-Metz
Pour les articles homonymes, voir Lorry (homonymie).
Lorry-lès-Metz est une commune française située dans le département de la Moselle, en région Grand Est.
Ses habitants s'appellent les Lorriots.
Ce village du Pays messin situé à neuf kilomètres de Metz est souvent confondu avec Lorry-Mardigny, dit anciennement Lorry devant le Pont, d’où la confusion avec Lorry-lès-Metz, dit anciennement Lorry devant Metz.

## Géographie

### Accès
Réseau Le Met’ :
- P 106  depuis Metz (ensemble du village)
- P 107  depuis Metz (Lavandières)
- ☏ 307  desserte de Vigneulles
- S 296  service scolaire vers et depuis Ban-Saint-Martin

### Hydrographie
La commune est située dans le bassin versant du Rhin au sein du bassin Rhin-Meuse. Elle est drainée par le ruisseau de Saulny.
Le ruisseau de Saulny, d'une longueur totale de 11 km, prend sa source dans la commune de Saulny et se jette  dans la Moselle en limite de Metz et de La Maxe, face à Saint-Julien-lès-Metz, après avoir traversé six communes.

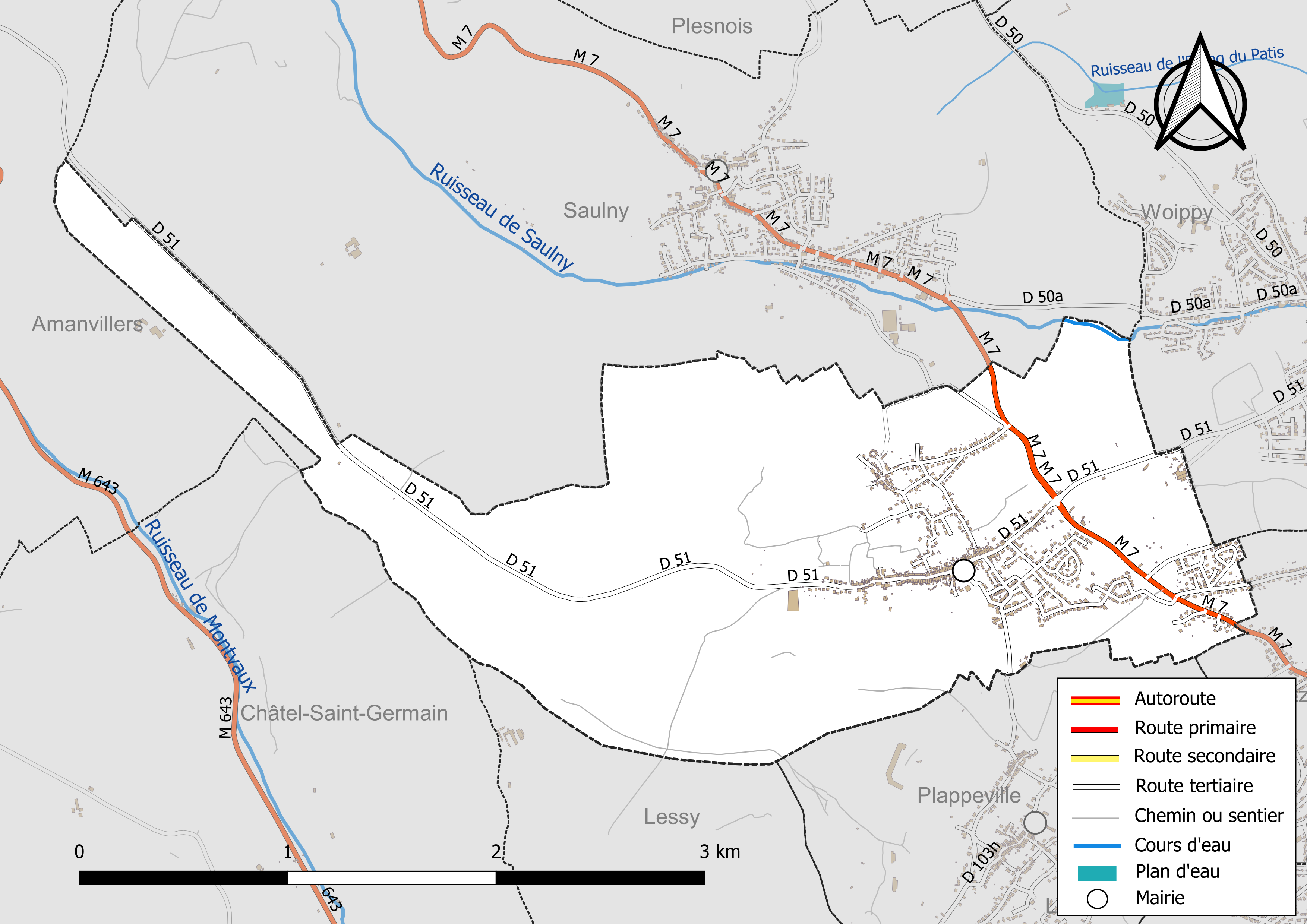
Réseaux hydrographique et routier de Lorry-lès-Metz.

La qualité du ruisseau de Saulny peut être consultée sur un site dédié géré par les agences de l’eau et l’Agence française pour la biodiversité.

### Climat
Pour des articles plus généraux, voir Climat du Grand Est et Climat de la Moselle.
En 2010, le climat de la commune est de type climat des marges montagnardes, selon une étude du Centre national de la recherche scientifique s'appuyant sur une série de données couvrant la période 1971-2000. En 2020, Météo-France publie une typologie des climats de la France métropolitaine dans laquelle la commune est exposée à un climat semi-continental et est dans la région climatique  Lorraine, plateau de Langres, Morvan, caractérisée par un hiver rude (1,5 °C), des vents modérés et des brouillards fréquents en automne et hiver.
Pour la période 1971-2000, la température annuelle moyenne est de 9,5 °C, avec une amplitude thermique annuelle de 16,5 °C. Le cumul annuel moyen de précipitations est de 779 mm, avec 12,7 jours de précipitations en janvier et 9,3 jours en juillet. Pour la période 1991-2020, la température moyenne annuelle observée sur la station météorologique de Météo-France la plus proche, « Metz-Frescaty », sur la commune d'Augny à 9 km à vol d'oiseau, est de 11,1 °C et le cumul annuel moyen de précipitations est de 713,5 mm. 
La température maximale relevée sur cette station est de 39,7 °C, atteinte le 25 juillet 2019 ; la température minimale est de −23,2 °C, atteinte le 17 février 1956,,.
Les paramètres climatiques de la commune ont été estimés pour le milieu du siècle (2041-2070) selon différents scénarios d'émission de gaz à effet de serre à partir des nouvelles projections climatiques de référence DRIAS-2020. Ils sont consultables sur un site dédié publié par Météo-France en novembre 2022.

## Urbanisme

### Typologie
Au 1er janvier 2024, Lorry-lès-Metz est catégorisée ceinture urbaine, selon la nouvelle grille communale de densité à sept niveaux définie par l'Insee en 2022.
Elle appartient à l'unité urbaine de Metz, une agglomération intradépartementale regroupant 42  communes, dont elle est une commune de la banlieue,,. Par ailleurs la commune fait partie de l'aire d'attraction de Metz, dont elle est une commune de la couronne,. Cette aire, qui regroupe 245 communes, est catégorisée dans les aires de 200 000 à moins de 700 000 habitants,.

### Occupation des sols
L'occupation des sols de la commune, telle qu'elle ressort de la base de données européenne d’occupation biophysique des sols Corine Land Cover (CLC), est marquée par l'importance des territoires agricoles (55,2 % en 2018), en diminution par rapport à 1990 (59,3 %). La répartition détaillée en 2018 est la suivante : 
forêts (28,9 %), terres arables (21,5 %), zones urbanisées (15,2 %), zones agricoles hétérogènes (14,1 %), prairies (13,5 %), cultures permanentes (6,1 %), milieux à végétation arbustive et/ou herbacée (0,8 %). L'évolution de l’occupation des sols de la commune et de ses infrastructures peut être observée sur les différentes représentations cartographiques du territoire : la carte de Cassini (XVIIIe siècle), la carte d'état-major (1820-1866) et les cartes ou photos aériennes de l'IGN pour la période actuelle (1950 à aujourd'hui).

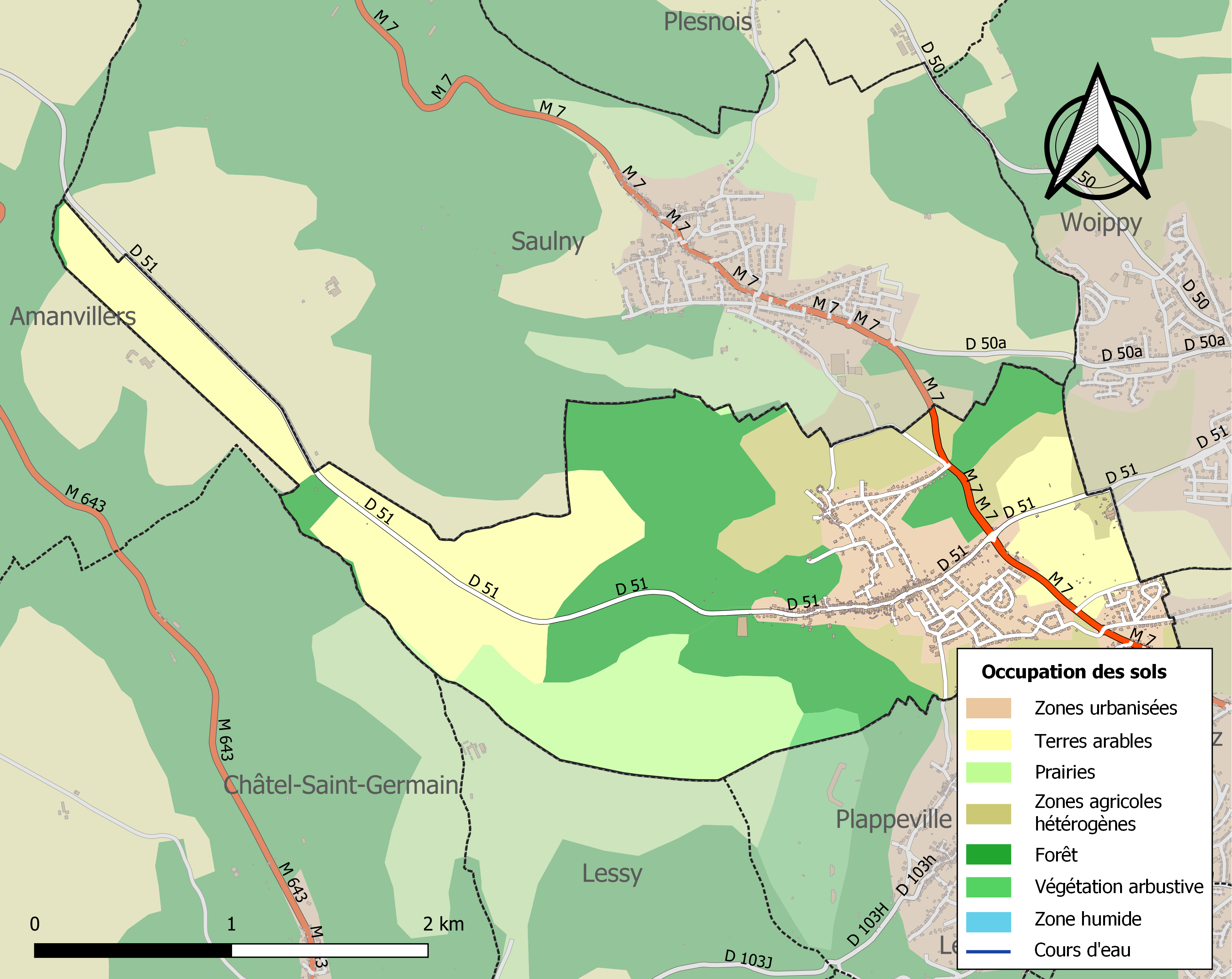
Carte des infrastructures et de l'occupation des sols de la commune en 2018 (CLC).

## Toponymie
- Anciennes mentions : Lauriacum (945), Lorez devant Metz (1130), Lorei (1320), Lorey devant Mes (1404), Lorrey (1440), Lorey devent Mets (1490), Lory (1491), Lori (1544), Lorri (1756), Lorry-lès-Metz (1801), Lorringen (1915–1918), Loringen (1940–1944).

## Histoire

### Moyen Âge
Village du Pays messin, on y trouve au VIe siècle une villa royale nommée Lauriac (voir Brunehaut reine d'Austrasie).
Val de Metz dépendant du comté épiscopal de Metz puis de la République messine.
Lorry-lès-Metz est mentionné pour la première fois, en 945, dans une charte d’Adalbéron Ier, évêque de Metz (929-962), à l’abbatiale Sainte-Glossinde, sous le nom de Lauriacum. Comme Woippy – paroisse – et Lorry-lès-Metz – annexe – avaient une église commune, elle était sous le patronage du trésorier de la cathédrale de Metz qui avait droit de nomination à la cure et jouissait des avantages matériels attachés à ce titre. Ces avantages se réduiront au cours des siècles à la possession de moulins et de vignes.
Vers 1250, la seigneurie de l'Église glisse à des seigneuries laïques.
La première famille influente, les de Laitre, corégentera pendant un peu plus d'un siècle le village avec trois autres familles dont les Baudoche. Cette famille Baudoche prendra la suite des de Laitre de 1404 à la fin du XVIe siècle. C’est à elle que Lorry-lès-Metz doit, au début du XVe siècle, la construction de son église propre dédiée à sainte Barbe où s’affichent les armes des seigneurs de Lorry à la clef de voûte du chœur. Une magnifique cuve baptismale octogonale en pierre de la même époque offerte par Jean Gerais (Gérard), père de Philippe de Vigneulles, est aujourd’hui installée dans la travée ouest. Cultuellement, Lorry-lès-Metz est donc détaché de Woippy.

### Époque moderne
À partir de 1605, les Couët du Vivier administrèrent majoritairement jusqu’à la Révolution française les terres de Lorry-lès-Metz.
À la fin du XVIe siècle, le calvinisme est introduit par les seigneurs de Lorry, successeurs des Baudoche : les Busselot, de Goullon, Inguenheim, Couët du Vivier et il y perdurera au long du XVIIe siècle. Mais après la révocation de l’édit de Nantes en 1685, les Lorriots rentrèrent sagement dans le giron de l’Église catholique (première abjuration le 30 mars 1698, Juliette Toussaint).
Durant ces siècles, le Pays messin passa du statut de république gouvernée par les Paraiges (patriciens messins) sous protectorat du Saint-Empire, à celui de place forte française sous Louis XIV après le traité de Münster (1648) rattachant le Pays messin à la France. Lorry-lès-Metz devient donc français.
Durant ces différentes périodes d’hostilités entre les Messins et différentes grandes maisons, le village est plusieurs fois pillé – 1442, 1493 et 1518 – puis s’ensuivirent la guerre de Trente Ans et ses dévastations en 1635 et 1642.

### Époque contemporaine
Le village fait partie du département de la Moselle en 1790 (Révolution française).
La Révolution française passée, le Premier Empire, dans le cadre de la réorganisation de la France, vit la commune de Vigneulles rattachée à Lorry-lès-Metz en 1809 à laquelle s’ajouta peu de temps après la Ferme du Chêne. À cette époque, Lorry comptait 733 habitants répartis dans 125 maisons et Vigneulles, 66 habitants répartis dans 19 maisons.

#### Guerre de 1870
Le 21 septembre 1870, durant la guerre franco-allemande, eut lieu, au « Bois des Vigneulles », un combat ou fut engagé contre les Prussiens, le 15e régiment d'infanterie.
Le 30 septembre, une escarmouche eut lieu où fut engagé le 2e bataillon de chasseurs à pied.
Comme les autres communes de l'actuel département de la Moselle, Lorry-lès-Metz est annexée à l'Empire allemand de 1871 à 1918.

#### XXesiècle
Au début du XXe siècle, le territoire de la commune était recouvert de 80 ha de vigne et donnait du vin de Moselle mais les ravages du phylloxéra obligèrent le village, à l'instar de son voisin Woippy, à se reconvertir dans la culture de la fraise.
Lorry-lès-Metz est de nouveau annexée de 1940 à 1944 au Troisième Reich allemand. Malgré la combativité des troupes allemandes de la 462e Volks-Grenadier-Division de l'armée de Knobelsdorff, Lorry-lès-Metz est libérée par la 95e DI de l'armée de Patton le 21 novembre 1944, à la fin de la bataille de Metz, mettant ainsi fin à plus de quatre années de souffrance. Le village est décoré de la Croix de guerre avec étoile de bronze à la suite de la destruction d’une partie du village.

#### XXIesiècle
En 2007, le village est classé 2e au revenu total par habitant en Moselle juste derrière la commune voisine de Plappeville. En 2009 le village a célébré le bicentenaire du rattachement de Vigneulles à Lorry-lès-Metz. Un pèlerinage marial a lieu à l'écart du village à la chapelle dédiée à Notre-Dame du Gros Chêne.

## Blasonnement
| Blason | Blasonnement : D’argent au laurier de sinople, mouvant de la pointe, fruité de gueules, au chef du même chargé de trois besants d’or, le premier chargé d’une croix pattée de même. Commentaires : Le laurier est à l’origine du nom latin de Lorry-lès-Metz – Lauriacum. Ce sont des armes parlantes. Lorry-lès-Metz dépendait du Pays messin du Val de Metz, plus exactement, il était sous la domination du paraige de Saint-Martin qui portait : de gueules, à trois besants d’or, celui de dextre chargé d’une croix de gueules |

## Politique et administration
La commune a rejoint le 1er janvier 2002 la communauté d'agglomération de Metz-Métropole.

## Démographie
L'évolution du nombre d'habitants est connue à travers les recensements de la population effectués dans la commune depuis 1793. Pour les communes de moins de 10 000 habitants, une enquête de recensement portant sur toute la population est réalisée tous les cinq ans, les populations de référence des années intermédiaires étant quant à elles estimées par interpolation ou extrapolation. Pour la commune, le premier recensement exhaustif entrant dans le cadre du nouveau dispositif a été réalisé en 2007.

En 2022, la commune comptait 1 726 habitants, en évolution de −2,32 % par rapport à 2016 (Moselle : +0,52 %, France hors Mayotte : +2,11 %).
| 1793 | 1800 | 1806 | 1821 | 1836 | 1841 | 1861 | 1866 | 1871 |
| ---- | ---- | ---- | ---- | ---- | ---- | ---- | ---- | ---- |
| 564  | 557  | 676  | 740  | 813  | 825  | 730  | 718  | 660  |

| 1875 | 1880 | 1885 | 1890 | 1895 | 1900 | 1905 | 1910 | 1921 |
| ---- | ---- | ---- | ---- | ---- | ---- | ---- | ---- | ---- |
| 698  | 679  | 658  | 672  | 626  | 670  | 677  | 665  | 587  |

| 1926 | 1931 | 1936 | 1946 | 1954 | 1962 | 1968 | 1975  | 1982  |
| ---- | ---- | ---- | ---- | ---- | ---- | ---- | ----- | ----- |
| 611  | 619  | 641  | 555  | 624  | 799  | 952  | 1 224 | 1 369 |

| 1990  | 1999  | 2006  | 2007  | 2012  | 2017  | 2022  | - | - |
| ----- | ----- | ----- | ----- | ----- | ----- | ----- | - | - |
| 1 365 | 1 433 | 1 405 | 1 401 | 1 583 | 1 786 | 1 726 | - | - |

## Vie religieuse
Fin 1998, création de la communauté des Ponts, regroupant les églises suivantes :
- Très-Saint-Sacrement (Metz Devant-les-Ponts) ;
- Notre-Dame-de-Lourdes (Metz Devant-les-Ponts) ;
- Sainte-Famille (Metz Patrotte) ;
- Saint-Clément (Lorry-lès-Metz) ;
- Sainte-Bernadette (Metz Devant-les-Ponts « Quatre-Bornes ») en paroisse annexe du Très-Saint-Sacrement.

En septembre 2017, fusion des communautés des Ponts et du mont Saint-Quentin appelée Les Monts-Les Ponts.
On ajoute les paroisses :
- Sainte-Brigide (Plappeville) ;
- Sainte-Croix (Le Ban-Saint-Martin) ;
- Saint-Quentin (Longeville-lès-Metz) ;
- Saint-Symphorien (Longeville-lès-Metz).

## Culture locale et patrimoine

### Lieux et monuments
- Vestiges préhistoriques et antiques.
- Découverte d'un monument religieux de l'époque gallo-romaine.
- Maison des Plaids annaux : maison du XVIe siècle où l’on rendait la justice, bâtiment modifié vers 1860. Sise au 60 Grand’Rue.
- Maison forte ou Forte maison : imposante maison du début XVe siècle qui logeait une garnison (La tour de Lory devant Mets). Une carte postale de 1906 révèle son aspect. Elle fut démolie en 1946 du fait de son délabrement. Anciennement sise dans la descente de Vigneulles.
- Maison Carré de Malberg : maison de famille de Caroline Colchen épouse Carré de Malberg, fondatrice de la Société des filles de saint François de Sales. Sise au 108 Grand’Rue.
- Maison de maître : surnommée Le château par les Lorriots, cette maison de maître construite au XIXe siècle possède une décoration intérieure néo-roman. Elle abrite un institut thérapeutique, éducatif et pédagogique (ITEP) dénommé Le Château.
- Forts de la première ceinture fortifiée de Metz : 16 ouvrages militaires ont été construits sur le territoire de la commune.
- Lavoir de Vigneulles : sis sur la place de l’Âtre près de l’emplacement où se trouvait, vers 1500, la maison de Philippe de Vigneulles.

#### Édifices religieux
- Église Saint-Clément : ancienne église fortifiée construite au début du XVe siècle par les Baudoche. Annexe de l’église de Woippy et dédiée à sainte Barbe, elle devint église paroissiale et prit pour patron saint Clément en 1673. Elle présente des particularités architecturales intéressantes. Elle fut agrandie en 1852 et remaniée en 1903. Elle comporte un baptistère du début du XVe siècle, octogonal en pierre sculptée, et des vitraux de Schouler (1927-1984). En août 2017, un second saint patron est adjoint à saint Clément : saint Roch. L’orgue issu de la manufacture Dalstein-Haerpfer possède 15 jeux. Restauré en 1994, il est toujours en fonction. Dans le clocher, on peut admirer le mécanisme de l’horloge du clocher fabriqué par Jean-Baptiste Schwilgué datant de 1847. Il est désormais relayé par une horloge électronique.
- Chapelle Notre-Dame-du-Gros-Chêne : sise sur la route d'Amanvillers, cette chapelle construite en 1960 est un lieu de pèlerinage marial. Les vitraux sont de Camille Hilaire.
- Chapelle de l'ancienne école ménagère : cette ancienne propriété de madame de Thury est devenue une institution religieuse dispensant un enseignement ménager après l’Annexion. Depuis 1968, elle fait partie d'un collectif d’appartements privés. Elle ne se visite pas.
- Chapelle sépulcrale Saint-François-de-Sales de Caroline Colchen Carré de Malberg : cette chapelle est sise dans la cour de la maison de Madame Carré de Malberg.
- Calvaires : sept calvaires de différentes époques situés en haut du village, au mur du Château, ruelle des Écoliers, Grand’Rue, au cimetière, Croix-de-Lorry et à Vigneulles.

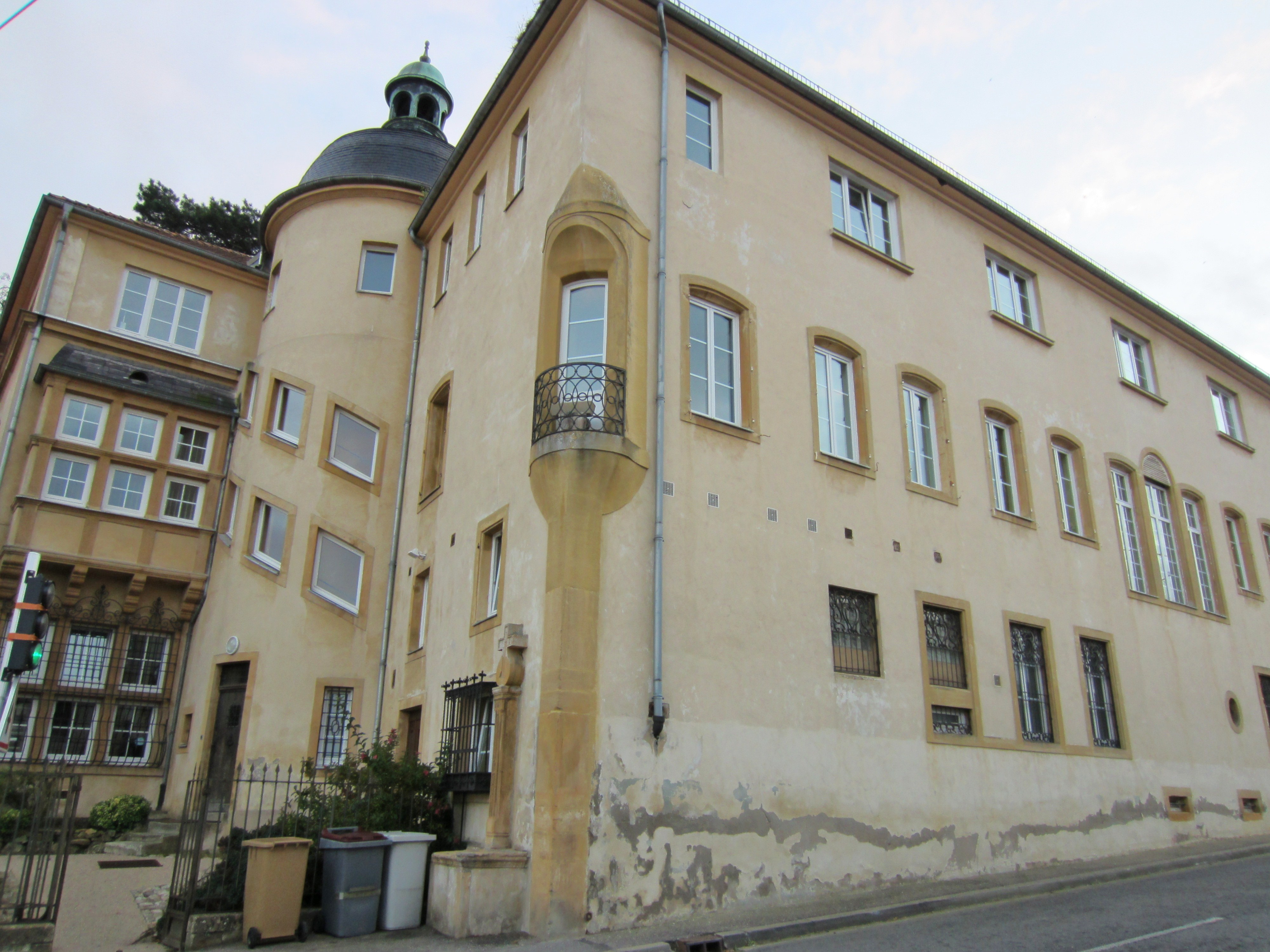
Maison de maître dite Le Château.
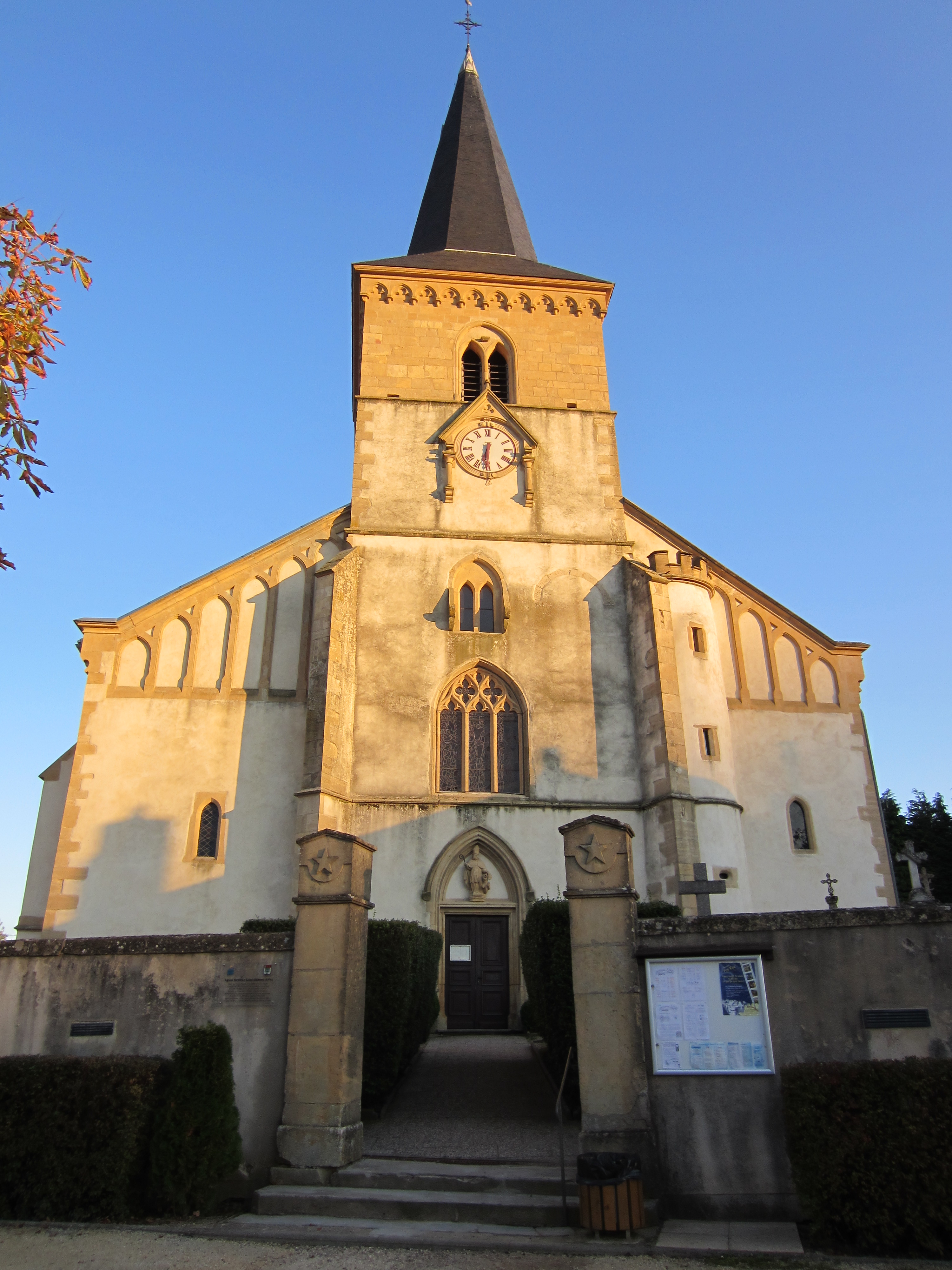
Église Saint-Clément.
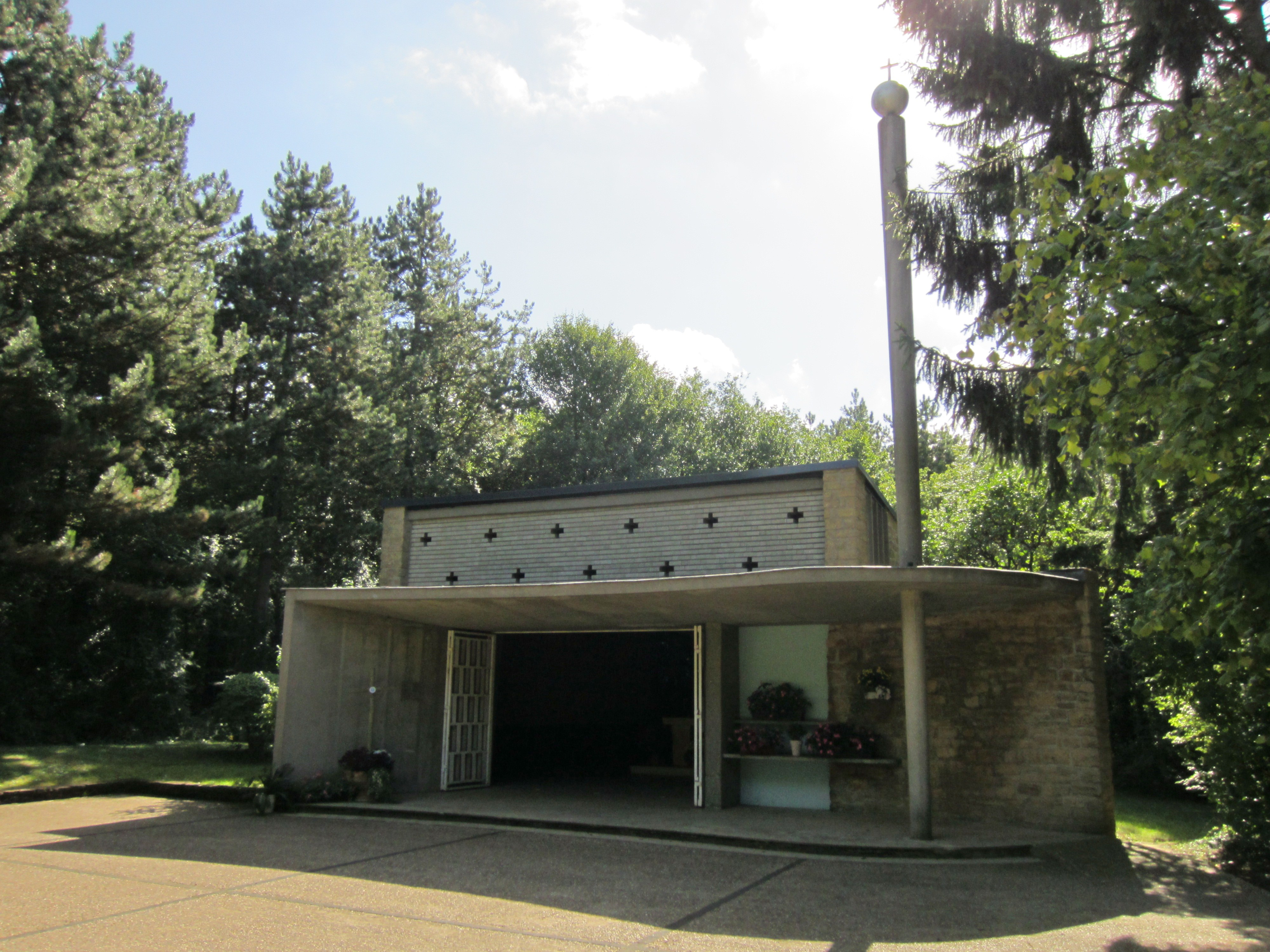
Chapelle Notre-Dame-du-Gros-Chêne.
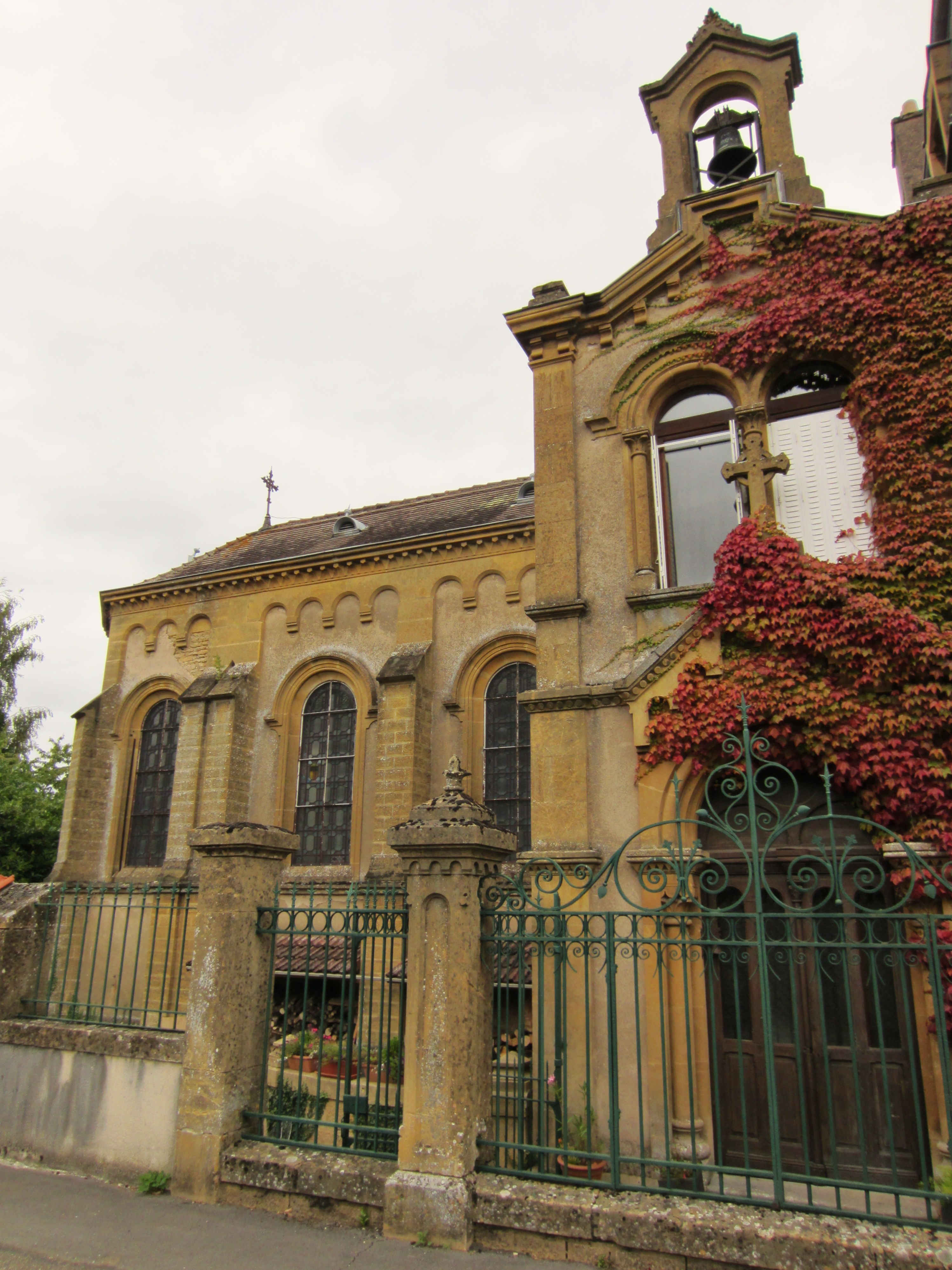
Chapelle Thury de Chanteau et Simon Valette de l'ancienne institution religieuse de Vigneulles.
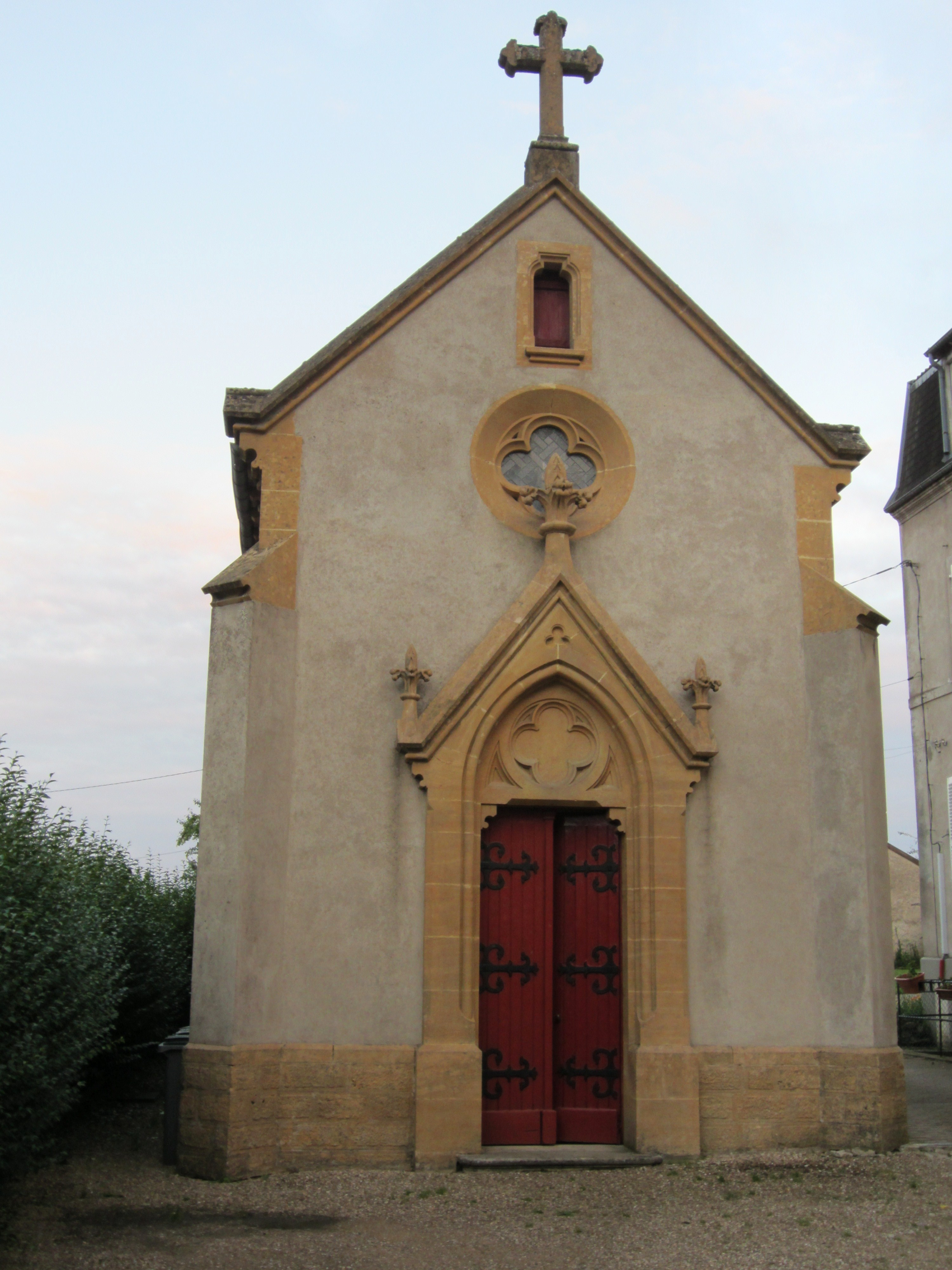
Chapelle sépulcrale Saint-François-de-Sales de Caroline Colchen Carré de Malberg.

### Personnalités liées à la commune
- Philippe de Vigneulles (7 juin 1471-1528 [entre le 20 mars et le 12 avril], Metz), né à Vigneulles, écrivain, chroniqueur et commerçant messin. Il a su décrire la vie de ses contemporains dans La chronique de Metz, qui constitue son œuvre majeure.
- Caroline Colchen, épouse Carré de Malberg (1829-1891), fondatrice de l’Œuvre des Filles de Saint-François-de-Sales.
- Ker-Xavier Roussel, né à la ferme du Chêne, puis vécu à Paris ses parents ayant fui l’Annexion, peintre du mouvement des nabis, il peignit beaucoup la nature agrémentée de personnages mythologiques.